# Redfin
Redfin是一家从事互联网房地产交易、经纪服务的美国公司，总部位于华盛顿州西雅图，创立于2004年，并于2017年8月在纳斯达克上市。目前，格林·科尔曼（Glenn Kelman）是公司首席执行官。Redfin的核心商业模式为：房屋卖家向Redfin支付一定的费用将出售房屋的信息发布到Redfin网站的搜索引擎里，以获得买家的关注。除了这笔费用，房屋卖家还需要按照传统交易的管理，支付佣金给买卖双方经纪人。Redfin的搜索服务对于买家是免费的，如果买家选用Redfin旗下的买方中介（当然可以选择使用其他买方中介），通常能从Redfin获得买方中介费的一部分，从而在之后的交易完成阶段节省一定的费用。